# Vera Sílvia Magalhães
Vera Sílvia Araújo de Magalhães (Rio de Janeiro, 5 de fevereiro de 1948 - Rio de Janeiro, 4 de dezembro de 2007) foi uma economista, socióloga e guerrilheira brasileira, militante da Dissidência Comunista da Guanabara e do MR-8.

## Origens e formação
Bisneta do líder  republicano Augusto Pestana, Vera Sílvia nasceu em uma família de classe média  gaúcha radicada no Rio de Janeiro. O pai de Vera, o advogado Cláudio Augusto Pestana de Magalhães, mudou-se em 1946 para a então capital federal como assessor do Ministro da Viação e Obras Públicas do Governo  Dutra, seu tio Clóvis Pestana. A mãe de Vera, Maria Virgínia Gonçalves de Araújo, foi líder estudantil no Rio Grande do Sul e chegou a presidir o VII Congresso Nacional de Estudantes, em 1944. Dois tios paternos, Catulo e Carlos Manoel Pestana de Magalhães, eram líderes  comunistas radicados em São Paulo.
Ainda criança, estudando na tradicional escola carioca Chapéuzinho Vermelho, em Ipanema, Vera brigava com as professoras porque a escola queria que os alunos fizessem exercícios em inglês. Ganhou de seu tio Carlos Manoel, aos onze anos, o livro "Manifesto do Partido Comunista", de Marx e Engels, e começou a militar na política com apenas quinze anos de idade, na Associação Municipal dos Estudantes Secundaristas (Ames). Ainda no início da adolescência, influenciada pelo que lia e como o pai dava algumas roupas a parentes e companheiros comunistas que viviam na clandestinidade e tinham dificuldade de trabalhar, saiu dando suas bicicletas e bonecas às vizinhas e amigas, acreditando ser isso o "socialismo". Adolescente, estudando no Colégio Andrews e participando do grêmio estudantil, comandou uma greve contra o aumento das mensalidades  colocando cimento no portão, o que impediu a entrada de todos na escola, professores e alunos.
Aos 16 anos, participou do comício de João Goulart na Central do Brasil e ao prestar vestibular para Economia, em 1966, passou a integrar a Dissidência Comunista da Guanabara, na ala da Economia, para a qual cooptava estudantes amigos da mesma área, entre eles Franklin Martins e José Roberto Spigner, com quem passou a viver maritalmente.  Aos vinte, em 1968 e já na universidade, organizava passeatas e passou à clandestinidade, integrando a luta armada contra a ditadura militar.

## Luta armada
Atuando na Frente de Trabalho Armado (FTA), a tropa de choque da DI-GB, um dos muitos grupos dissidentes do Partido Comunista Brasileiro, e que viria a se intitular de Movimento Revolucionário 8 de Outubro (MR-8), após a prisão de quase todos os integrantes do MR-8 original, no intuito de confundir a repressão, depois de sua primeira ação num roubo de armas no gasômetro do bairro do Leblon, junto aos companheiros Cláudio Torres e Cid Benjamin, Vera participou de diversos assaltos a banco, supermercados, postos de gasolina e carros-forte, além de um assalto cinematográfico ao apartamento do deputado Edgar Guimarães de Almeida, em Copacabana, com os membros do grupo disfarçados de jornalistas. Nessas ações, ela usava sempre uma peruca loira, o que lhe deu a alcunha de "Loira 90" (porque nos assaltos estaria sempre armada com duas pistolas calibre .45) na imprensa e entre os agentes da repressão  – anos depois ela esclareceria que isso era apenas um mitificação, ela usava um único revólver calibre.38 que às vezes emperrava.
Mas ela passaria para a história como uma das mais famosas guerrilheiras do Brasil da ditadura militar, quando foi a única mulher a participar do sequestro do embaixador norte-americano no país, Charles Burke Elbrick, em setembro de 1969.

Na histórica imagem dos 40 presos políticos trocados pelo embaixador alemão von Holleben, Vera aparece à direita do grupo, sentada numa cadeira por não conseguir ficar em pé pelas torturas sofridas, pouco antes do embarque para o exílio, na base aérea do Galeão. Ao lado dela, agachado de camisa branca, Fernando Gabeira; atrás de Gabeira, em pé, de camisa quadriculada e braços cruzados, Daniel Aarão Reis.

Vera, codinome "Dadá" na militância, ficou encarregada de conseguir informações sobre a rotina do embaixador Elbrick e para isso chegou a flertar com o chefe da segurança da embaixada dos Estados Unidos, em Botafogo, vestida com uniforme de babá. Depois de conseguir as informações que permitiram o mapeamento da rotina do diplomata, ela atuou como vigia no dia do sequestro, 4 de setembro, posicionada dentro de uma padaria na rua Marques, no bairro do Humaitá, onde se deu a ação.
Após o sequestro, o primeiro do gênero no mundo e que libertou quinze presos políticos em troca da vida de Elbrick, Vera desapareceu na clandestinidade, caçada, como os outros sequestradores, pela polícia e pelos agentes dos serviços de inteligência das três forças armadas. Escondida na Penha com o então companheiro José Roberto Spigner, também guerrilheiro, continuou esporadicamente a participar de ações armadas – participou do roubo de documentos virgens do Instituto Félix Pacheco para fazer identidades falsas –  e distribuição de propaganda política, até o começo do ano seguinte, quando tentou escapar atirando de um cerco feito pela repressão a uma casa onde se escondia com companheiros, entre eles Spigner, morto em tiroteio pouco depois, num edifício no bairro da Lapa, para onde tinha fugido.
Ela foi presa em março de 1970, numa casa do bairro do Jacarezinho, junto com outros companheiros denunciados por uma vizinha e levando um tiro que lhe trespassou a cabeça. A vizinha, casada, e de quem ela, com o codinome de "Ângela", tomava conta dos filhos pequenos quando saía pra encontros amorosos, tinha um caso com um policial e desconfiada dos ocupantes da casa ao lado, os denunciou em troca da liberdade do irmão, preso por estupro.  Depois de retirada do hospital com um ferimento à bala na cabeça, Vera Sílvia foi torturada nas dependências do DOI-CODI do Rio de Janeiro, baseado num quartel da Polícia do Exército na Rua Barão de Mesquita, bairro da Tijuca, zona norte da cidade. Pendurada no pau de arara, respondeu aos torturadores quando lhe perguntaram sua profissão: "Minha profissão é ser guerrilheira." Nas mãos do exército e da polícia por três meses, passou por choques elétricos, espancamento, simulação de execução, queimaduras, isolamento completo em ambientes gelados e muita tortura psicológica – tentativa de destruição da personalidade e da dignidade do indivíduo e suas crenças – causadas por remédios psiquiátricos ministrados pelo Dr. Amílcar Lobo, seu principal algoz. Lobo, codinome Dr. Cordeiro, depois denunciado também por envolvimentos com tortura na famosa Casa da Morte, em Petrópolis, teve seu registro como médico cassado em 1989. Chegou a sair ensanguentada direto de uma sessão de torturas para uma audiência no Supremo Tribunal Militar. A tortura lhe valeu uma hemorragia renal, o que a fez ser transferida para o Hospital Central do Exército, pesando 37 quilos e sem mais conseguir se locomover. Do HCE ela acabou sendo libertada junto com outros 39 presos políticos, em 15 de junho do mesmo ano, em troca do embaixador alemão no Brasil, Ehrenfried von Holleben, sequestrado por outro grupo guerrilheiro, do qual fazia parte Alfredo Sirkis.

## Exílio, retorno e morte
Banida do país para a Argélia, Vera morou em Argel, em Cuba, na Alemanha e no Chile com Fernando Gabeira, seu companheiro de sequestro e de banimento. Do Chile saiu para a Argentina, onde tinha se refugiado na embaixada depois do golpe de Pinochet e de lá para a Suécia, único país que aceitou dar-lhe - e a Gabeira - asilo político na época, o que havia sido negado aos dois envolvidos no sequestro pelo governo argentino. Lá, ela e Gabeira terminaram o relacionamento, porque Vera não aguentava viver no país, considerando-o depressivo, mudando-se para a França, onde se estabeleceu, enquanto Gabeira optou por continuar vivendo em Estocolmo.  A maior parte do tempo em que foi obrigada a morar fora do Brasil foi ocupada com o trabalho de babá e estudos na Sorbonne, em Paris, onde foi aluna do sociólogo e futuro presidente da República, Fernando Henrique Cardoso, também exilado na Europa. Em 1978 teve um filho com o novo companheiro, Carlos Henrique Maranhão, outro exilado. Retornando ao Brasil em 1979 após a aprovação da Lei da Anistia, e depois de quatro anos vivendo em Recife com o companheiro, voltou ao Rio de Janeiro e trabalhou no governo estadual como planejadora urbana, até se aposentar por invalidez.
Vera, musa dos integrantes da guerrilha carioca, foi presa após levar um tiro na cabeça e torturada por três meses mesmo ferida e após dias em estado de coma; entre outras sequelas, sofreu o resto da vida de surtos psicóticos, sangramento da gengiva e crises renais, combateu um linfoma nos últimos anos de vida e morreu de infarto em 2007. Por causa de seus problemas permanentes de saúde causados pela tortura, em 2002 ela foi a primeira mulher a receber reparação financeira do Estado, através da 23ª Vara Federal do Rio, com uma pensão mensal vitalícia garantida por lei. Além de viver com Spigner e com Gabeira, ela foi casada mais duas vezes, uma delas com o cientista político Emir Sader.

## Cinema
As personagens de Fernanda Torres e Cláudia Abreu no filme O Que É Isso, Companheiro? (1997), que narra a história do sequestro, foram baseadas em Vera Sílvia, a única mulher participante do sequestro do embaixador Elbrick.
A personagem principal do filme A Memória que me Contam (2013), da diretora Lúcia Murat, foi inspirada em Vera Sílvia.

## Citação
| “ | Ah, valeu! Só não valeu para quem morreu. Eu acho que o que havia de melhor na minha geração fez o que eu fiz. | ” |